# Хинотега
Хинотега (на испански: Jinotega) е един от 15-те департамента на Никарагуа. Хинотега е с население от 467 969 жители (по приблизителна оценка от юни 2019 г.) и обща площ от 9222 км². Департаментът е разделен на 8 общини. Негова столица е едноименният град Хинотега.